# Biała Podlaska (district)
Biała Podlaska (powiat bialski) is een Pools district (powiat) in de woiwodschap Lublin. Het district heeft een oppervlakte van 2753,67 km² en telt 112.901 inwoners (2014).

## Steden
- Międzyrzec Podlaski
- Terespol

Stadsdistricten:
Biała Podlaska · Chełm · Lublin · Zamość

Districten:
Biała Podlaska · Biłgoraj · Chełm · Hrubieszów · Janów Lubelski · Krasnystaw · Kraśnik · Lubartów · Lublin · Łęczna · Łuków · Opole Lubelskie · Parczew · Puławy · Radzyń · Ryki · Świdnik · Tomaszów Lubelski · Włodawa · Zamość